# Tjärnmyrtjärnen (Frostvikens socken, Jämtland, 714708-143954)
Tjärnmyrtjärnen är en sjö i Strömsunds kommun i Jämtland och ingår i Ångermanälvens huvudavrinningsområde.